# Scindapsus falcifolius
Scindapsus falcifolius — вид квіткових рослин із родини кліщинцевих (Araceae), роду Scindapsus. Це ліана, рідним ареалом якої є Сулавесі.